# Katholische Akademie in Berlin
Die Katholische Akademie in Berlin, eine im Oktober 1990 gegründete Bildungseinrichtung des Erzbistums Berlin, hat ihren Sitz auf dem Grundstück zwischen der Chausseestraße 128–129 und der Hannoverschen Straße 5 im Ortsteil Mitte des Bezirks Mitte.

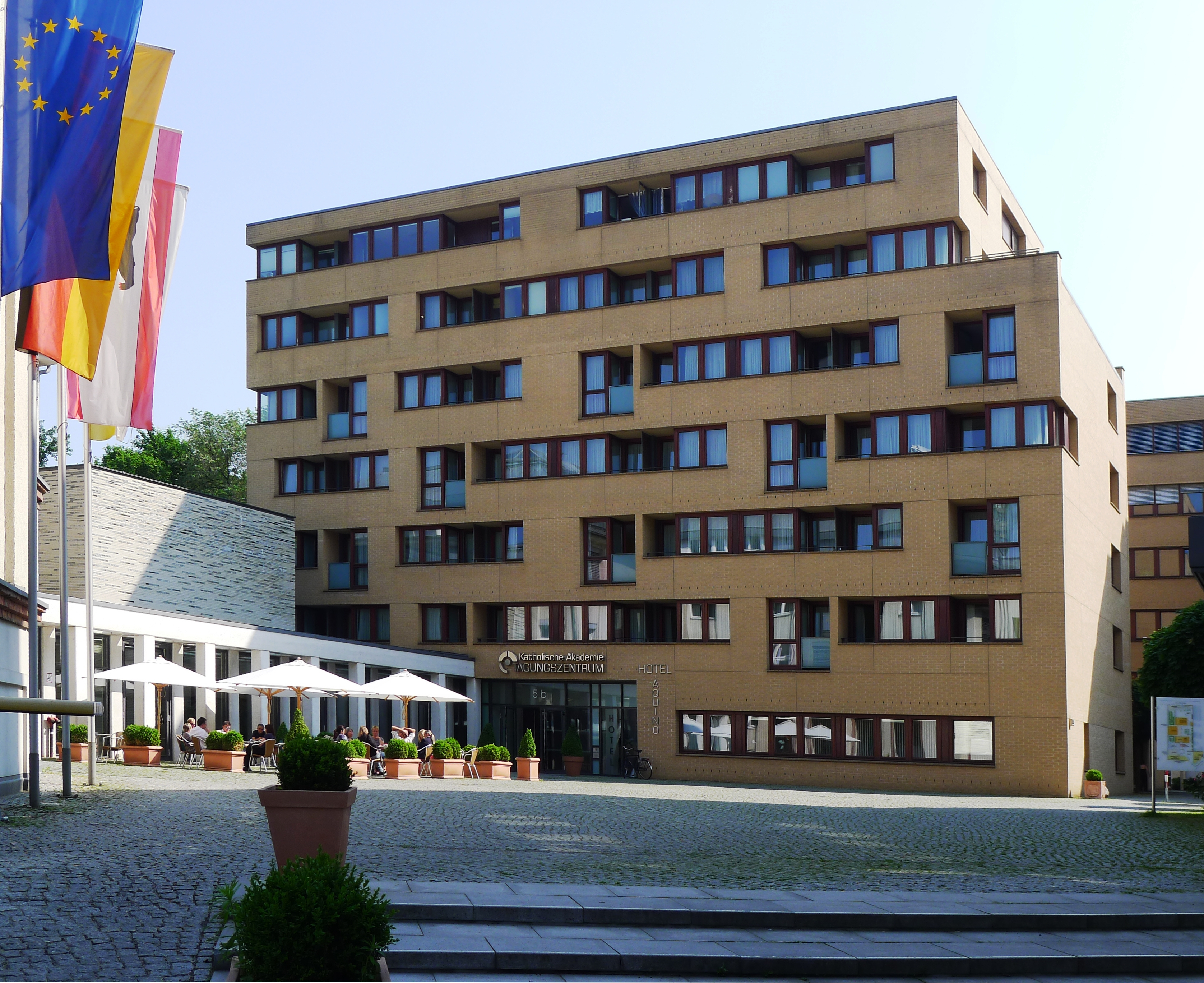
Katholische Akademie

## Geschichte
Die erste Katholische Akademie wurde 1951 in der Diözese Rottenburg-Stuttgart gegründet. Vorbild war die Evangelische Akademie Bad Boll.
Nach einem Beschluss der Bischöfe bzw. der Apostolischen Administratoren der Bistümer Berlin, Dresden-Meißen und Görlitz, der Bischöflichen Ämter Erfurt-Meiningen, Magdeburg und Schwerin, sowie der Katholischen Bundesarbeitsgemeinschaft für Erwachsenenbildung sollte auch in Berlin eine Katholische Akademie errichtet werden. Hierfür bot sich das Grundstück vor dem Oranienburger Tor an, das 1777 der katholischen Domgemeinde von König Friedrich II. für den ersten katholischen Friedhof nach der Reformation in Berlin überlassen wurde. Nach Aufgabe des Friedhofs, neue entstanden in der Liesenstraße im Ortsteil Gesundbrunnen des heutigen Bezirks Mitte und in der heutigen Ollenhauerstraße im Ortsteil Reinickendorf des gleichnamigen Bezirks, wurden auf dem Grundstück zwischen 1902 und 1906 Wohn- und Gewerbebauten errichtet.
Gründungsdirektor der Katholischen Akademie war Werner Remmers, die erste Tagung der Akademie fand am 27. Oktober 1990 statt.

## Aufgaben
Das Programm der Katholischen Akademie wendet sich nicht nur an die eigenen Kirchenmitglieder, sondern an alle Menschen der Gesellschaft. In Tagungen, Vorträgen, Kolloquien und Podiumsdiskussionen werden neben religiösen auch politische und kulturelle Themen behandelt. Die Seminar- und Veranstaltungsräume der Katholischen Akademie stehen auch anderen Veranstaltern zur Verfügung.
Im Dezember 2020 startete Joachim Hake die Online-Gesprächsreihe zwei nach zwölf. Gespräch über Gott und Welt.

## Gebäude
Bereits 1994 wurde von der Erzdiözese Berlin ein Architekturwettbewerb für die Bebauung des Areals ausgeschrieben. Es wurden ein Hotel, ein Auditorium, ein Bürogebäude sowie ein Gebäude für das Katholische Büro in Berlin gefordert. Die Baukörper sollten sich so um drei öffentlich zugängliche Höfe gruppieren, dass ein Katholisches Zentrum entsteht. Die St.-Thomas-von-Aquin-Kirche war zwar zunächst nicht beim Architektenwettbewerb vorgesehen, sie bildet aber das Herzstück des Gebäudeensembles des Katholischen Zentrums.
Zunächst standen der Katholischen Akademie seit 1995, nach dem Umbau und der Aufstockung eines um 1905 errichteten Altbaus an der Hannoverschen Straße 5, zwei große Räume für Seminare mit 100 Teilnehmern, zwei kleinere Seminarräume für bis zu 50 Teilnehmer sowie ein Konferenzraum zur Verfügung. Ferner wurde hier auch die Verwaltung der Katholischen Akademie untergebracht. Im Erdgeschoss befindet sich ein Restaurant. Die übrigen Gebäude wurden 1999 fertiggestellt. Der Altbau schließt zusammen mit der Akademiekirche, dem angrenzenden sechsgeschossigen Hotel mit 40 komfortabel ausgestatteten Zimmern und dem unmittelbar an der Hannoverschen Straße gelegenen Gebäude für das Katholische Büro in Berlin den ersten der drei Höfe ab. Parallel zu dem Hotel wurde ein Bürogebäude errichtet; zwischen beiden liegt der Baukörper des doppelgeschossigen Auditoriums, der zum Dorotheenstädtischen Friedhof ausgerichtet ist. Der U-förmige Gebäudekomplex begrenzt den zweiten Hof. Zwischen dem Bürogebäude, in dem die Berliner Filiale der Pax-Bank ihren Sitz hat, und dem Altbau an der Chausseestraße liegt der dritte Hof.